# Honda CB 125 F
 (février 2020).
Si vous disposez d'ouvrages ou d'articles de référence ou si vous connaissez des sites web de qualité traitant du thème abordé ici, merci de compléter l'article en donnant les références utiles à sa vérifiabilité et en les liant à la section « Notes et références ».
La CB 125 F est un modèle de moto, de type roadster, du constructeur japonais Honda. Annoncée en novembre 2014, et révélée le 13 avril 2015, elle remplace la CBF 125, un modèle produit depuis 2008. Le prix de lancement était inférieur à celui de la CBF 125 considérant que ce nouveau modèle est produit en Chine (sous le nom de « Shine »), alors que la CBF 125 fut produite en Inde. À cause des nouvelles normes Euro 4, le freinage de la CB 125 F a évolué en 2017 avec le freinage couplé CBS.

## Évolution par rapport à la CBF 125
- Look typé roadster, inspiré des CB 500 F et CB 650 F, optique de phare mise en valeur.
- Selle d'un seul tenant abaissée à 775 mm au lieu de 792.
- Nouvelles jantes à six bâtons dédoublés en 18 pouces (17 sur la CBF).
- Pneus en 80 mm à l'avant et 90 mm à l'arrière (au lieu de 90 et 100).
- L'empattement, l'angle de chasse et la traînée ont été légèrement augmentés.
- La fourche a vu son diamètre augmenté (31 mm au lieu de 30), ainsi que son débattement (120 mm au lieu de 115). Les amortisseurs sont désormais réglables sur cinq positions au lieu de trois.
- Le moteur a perdu un peu en puissance maxi mais elle arrive un peu plus tôt.
- Rapports de boite plus courts, lui donnant une nervosité pour la ville et le péri-urbain.
- Un balancier d'équilibrage se charge de réduire les vibrations.

## Mise à niveau Euro 5
En octobre 2020, la CB 125 F évolue pour intégrer les nouvelles normes européennes d'émissions applicables en 2021 (Euro 5). Cette intégration inclut également un léger restylage esthétique dans trois coloris (rouge, blanc et noir).
Les principales modifications esthétiques concernent :
- restylage de la tête de fourche ;
- projecteurs avant à lampe électroluminescente ;
- modification des écopes contre le réservoir.

Une commande d'appel de phare apparaît, et l'autonomie est augmentée via les modifications apportées au moteur malgré un réservoir passant de 13 à 11 L.
Le moteur reste un monocylindre à quatre temps à deux soupapes refroidi par air. Il est désormais équipé d'un alterno-démarreur, lequel permet entre autres améliorations de réduire sa masse de 7 kg. Les performances indiquées par Honda sont :
- puissance maximale : 8 kW à 7 500 tr/min (en augmentation de 0,2 kW) ;
- couple maximal : 10,9 N m à 6 000 tr/min (en augmentation de 0,7 N m) ;
- consommation : 1,54 L/100 km (1,96 L/100 km sur la version précédente).